# Stadtschlaining
Stadtschlaining (maďarsky Városszalónak) je obec v okrese Oberwart v Burgenlandu v Rakousku. Žije zde přibližně 2 000 obyvatel.

## Poloha
Město se nachází v jižním Burgenlandu na západním úpatí Günserských hor. Celková rozloha města je 42,04 km². Katastr města leží v nadmořské výšce 305–440 m, průměrná nadmořská výška je zhruba 409 m.
Městem protéká ve směru od severu k jihu potok Tauchenbach, který se vlévá nedaleko od hranice s Maďarskem do říčky Pinka. Městem procházejí zemské silnice L105, L240, L361, L365 a L368.
Město sousedí celkem s devíti obcemi, jimiž jsou: Bernstein im Burgenland, Unterkohlstätten, Weiden bei Rechnitz, Großpetersdorf, Rotenturm an der Pinka, Unterwart, Oberwart, Bad Tatzmannsdorf a Mariasdorf.

## Složení města
Město se skládá z následujících pěti lokalit (v závorkách počet obyvatel v říjnu 2011):
- Altschlaining (285)
- Drumling (246)
- Goberling (450)
- Neumarkt in Tauchental (378)
- Stadtschlaining (744)

## Historie

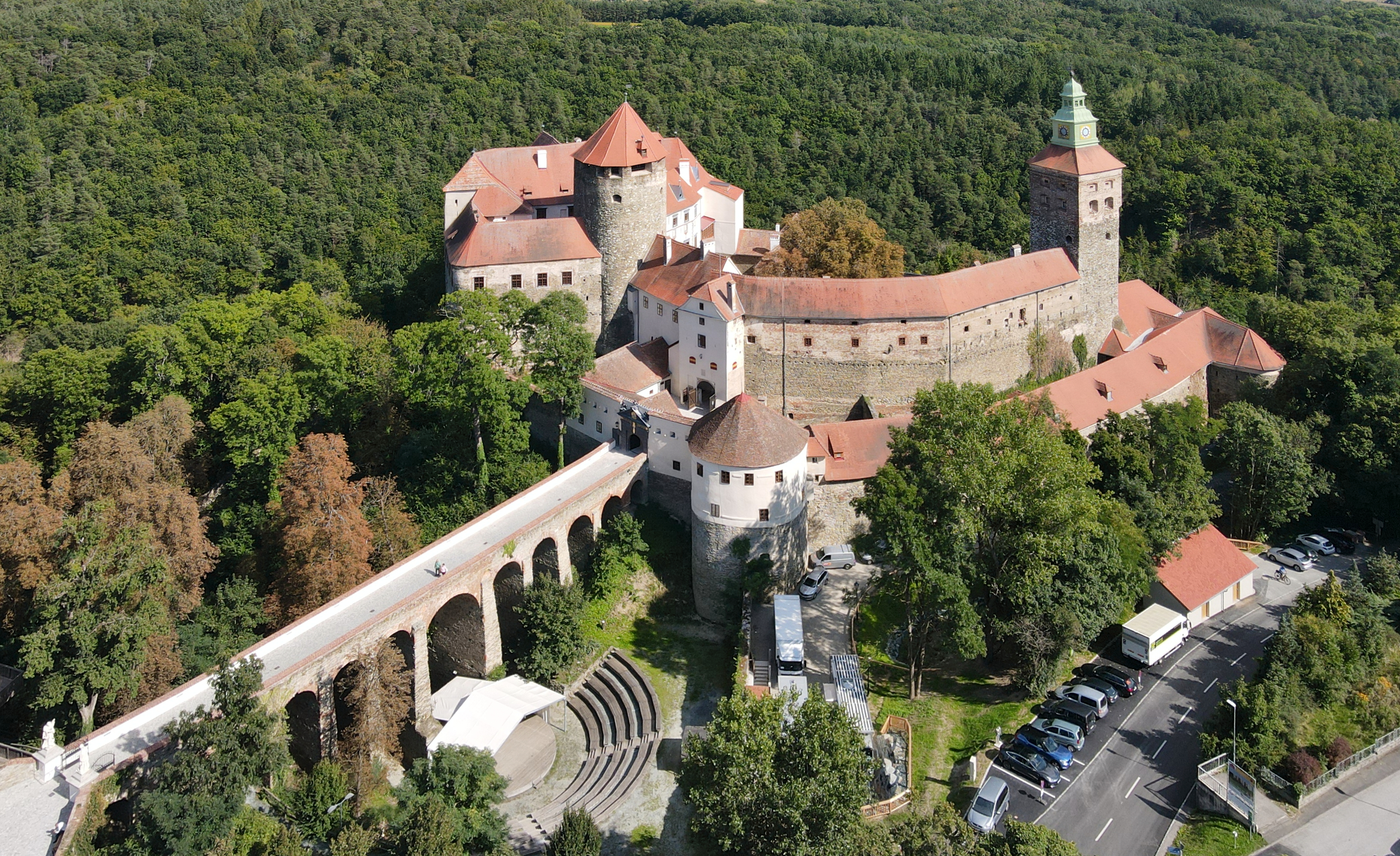
Hrad Schlaining

Historie města je úzce spjata s hradem Schlaining. Bylo založeno v druhé polovině 15. století Andreasem Baumkircherem, který dostal hrad Schlaining jako zástavu od císaře Fridricha III. V té době byl také postaven kostel a klášter. Poté, co rod vymřel, bylo město a hrad svěřeno v roce 1527 do rukou maďarské šlechtické rodiny Batthyány, která je vlastnila více než 300 let. Město bylo součástí Maďarska až do roku 1921, kdy byl celý Burgenland připojen k Rakousku.

## Zajímavosti
- Hrad Schlaining
- Městské hradby
- Hlavní náměstí s měšťanskými domy s podloubím ze 17. století
- Katolický kostel svatého Josefa
- Bývalá synagoga, dnes používaná jako knihovna
- Hornické muzeum v Goberlingu